# سنترویل (کارولینای جنوبی)
سنترویل(به انگلیسی: Centerville) شهری در ایالت کارولینای جنوبی کشور ایالات متحده آمریکا است که جمعیت آن در سرشماری سال ۲۰۱۰ میلادی، ۶٬۵۸۶ نفر بوده‌است.